# 戸田隆夫
戸田 隆夫（とだ たかお、1960年〈昭和35年〉8月2日 - ）：特定非営利活動法人Forum2050の創設者・代表。日本の独立行政法人国際協力機構（JICA）の元上級審議役。国際開発協力・平和教育の活動家。
国際協力機構（JICA）在職時は理事長特別補佐、上級審議役、人間開発部長、バングラデシュ事務所長、平和構築支援室長等を歴任。

## 来歴

### 人物
1960年、大阪府大阪市出身。
国際協力の実務経験と開発学に関するアカデミックなバックグラウンドを兼ね備えた国際開発の専門家。開発現場での豊富な経験に加え、政策レベルの議論や学術的議論もリードできる人財として活躍。特に、日本における開発経験を正負の両面から捉えた国際会議等における歯に衣着せぬ発信や、実務者としてはこれまでの慣例に必ずしも束縛されない行動様式、あるいは新時代を見据えたグローバルな社会変革を志向する発信で注目を集めてきた。

### 学歴
京都大学法学部卒業、東京大学大学院新領域創成科学研究科にて環境,平和と開発の相関を踏まえた国際協力の研究にて修士号取得（優秀論文賞）、名古屋大学大学院国際開発研究科にて、人間の安全保障の開発援助の主流化の研究にて博士号（学術）取得。

### 略歴
- 1984年から37年間、独立行政法人国際協力機構（JICA）にて、国際協力実務に従事。米国事務所次長、平和構築支援室長、人間の安全保障グループ長、バングラデシュ事務所長、人間開発部長、上級審議役（Vice President）、理事長特別補佐等を歴任し、2021年3月退職。
- JICA在職中には20を超える大学、公務員研修所等において主に国際協力に関する講義・講演を行った。また、中央大学、東京大学では講師、順天堂大学、国際医療福祉大学では客員教授を務め、総合地球環境学研究所外部評価委員会委員、世界経済フォーラム未来部会委員（脆弱性と強靱性に関する未来部会）、内閣府健康医療国際展開協議会委員、味の素株式会社サステナビリティ諮問委員会委員等を歴任。
- JICA退職後は沖縄科学技術大学院大学（OIST）最高執行責任者（COO）[1]、明治大学特別招聘教授（専門職大学院ガバナンス研究科）、株式会社Synspective監査役（主に環境社会ガバナンス、危機管理等）、財団法人味の素ファンデーション理事等を歴任。

### JICA在職中
- JICA改革推進室長代理として、JICAの本部組織の半分をスクラップアンドビルドする大改革に関し、ゼロの段階から、すべての部署、役員、関係省庁、関係業界、メディア等を巻き込み、青写真を策定した。（当該改革は、2000年1月に成功裡に成就）
- 2003年10月、緒方貞子のJICA理事長就任に先立ち、2001年から同氏に頻繁に接触し、同氏の国際協力へのコミットメントを引出す。その後、JICA労働組合などと協働しつつ、同氏のJICA理事長就任に向けての環境整備を行った。
- JICA平和構築支援室長、人間の安全保障グループ長（共に初代）として、緒方貞子理事長（当時）率いるJICAにおいて、ODA（政府開発援助）における平和構築および人間の安全保障の理念の主流化を推進し、日本政府のODAに関する政策策定プロセスにも貢献した。JICAによる人間の安全保障の取組み（「七つの視点」等）は、当時のODA中期政策に反映された。これらの経緯については、名古屋大学大学院国際開発研究科博士課程後期課程において、博士論文「開発援助における人間の安全保障主流化プロセス」にまとめた。
- JICAバングラデシュ事務所長として、4年9ヶ月の在任期間中、事業規模を3倍強（コミットメントベースで2009年実績：円借款387.92億円、無償資金協力27.65億円、技術協力25.03億円から[2]2014年実績：円借款1,209.86、無償資金協力14.05億円、技術協力38.15億円[3]）、バングラデシュ国内における年間関連報道件数10倍（約450件⇒4500件以上）に拡大し、日バ友好関係の強化に貢献。なお、報道件数の10倍増に関してはパドマ川架橋プロジェクトに関するバングラデシュ政府要人の汚職疑惑を巡って、JICAおよびアジア開発銀行と、これに対する世界銀行との間における見解の相違があり、これに関する報道だけで2000件を超えた。
- JICAバングラデシュ事務所長として、同氏自身が最も力を入れたのが、着任後に人数を2倍近く増やし常時60人～80人超に達した海外協力隊員（当時、青年海外協力隊員およびシニア海外協力隊員）の可能性を最大限に引き延ばすことであったと言われている。これまでの日本のODAでは「汗と涙の協力隊」というフレーズに象徴されるように、協力隊派遣事業は、協力隊一人ひとりの小さな成功物語を支援することのように理解されていたが、同氏は、これをバングラデシュの社会に実際に目に見える規模のインパクトを与える可能性を秘めた事業として位置づけ、ここの活動を全国規模にスケールアップし、あるいは、バングラデシュの政策制度に影響を与える活動として発展させることを奨励した。その結果、個々の隊員活動が活性化し、ポリオ隊員の活動から生まれた知恵が全国におけるワクチン接種活動に取り入れられたり、教員養成学校における複数の隊員活動が連携して同国の教員養成訓練の質の向上に対して大きな影響を与え、また、バングラデシュの観光資源の魅力をアピールし多くの外国人観光客（特に日本人）を招致することなどに貢献した。出色なのは、日本の情報処理技術に関する資格試験や訓練カリキュラム（情報処理技術者試験（ITEE）およびITSS）に関するIT隊員の提案を受け、当時のIT大臣にそのアイデアをとりつぎ、結果としてITEEがバングラデシュにおいて制度化され、その結果がさらに日本におけるIT人財需要に応えるかたちで宮崎市等におけるバングラデシュのIT人財活用につながっていった。これらの成果は一義的には当時の隊員たちの資質と志の高さであり、さらにそれを支援したJICA事務所の調整員その他スタッフの功績によるものであるが、これらを歓迎し鼓舞しつづけた事務所長としてのリーダーシップも評価すべきという見方も隊員OVなどにおいてある。
- バングラデシュ東部における石炭火力発電の事案に関し、石炭火力に対する国際的批判が高まる中で、JICAバングラデシュ事務所長として、案件形成当初は同事業推進に慎重な立場をとったが、結果的にこの分野に関する円借款等の支援を行うという日本政府とバングラデシュ政府の双方による既定路線に変更を加えることはできなかった。（同氏によれば、この事案は、環境負荷の縮減と発電効率の両面において既存の火力発電を上回っており、またバングラデシュに存在しなかったディープシーポート（パナマックス着岸可）とその後背地開発という点でも開発意義は十分に高い、とされているが、石炭火力推進に反対する環境保護団体等とは見解を異にしている。）
- JICA人間開発部長および上級審議役として、それまで細分化されたプロジェクト単位の事業スタイルを改め、開発課題ごとに「グローバルな事業展開」を促進。たとえば、母子保健では、日本発の母子手帳を世界50数カ国に広め、2000万組の母子が裨益した。また、高齢化先進国としての日本の政策から得られた学び、教訓に基づき、タイ、ベトナム、中南米諸国その他に対して高齢化社会における政策提言を行った。
- 2017年12月、東京において安倍総理が主催したUHCフォーラムでSDGsに関し、日本政府関係省庁とともに、グテーレス国連事務総長、キム世銀総裁、チャンWHO事務局長、レイクUNICEF事務局長、ビル・ゲイツB&M財団理事長（同氏はビデオ参加）、途上国各国首脳などの要人を招致し、同フォーラムを成功裡に開催することに貢献した。
- UHCフォーラム（UHCに関する世界最大のネットワーク。世銀とWHOが事務局を運営）における初代議長として、同フォーラムの立ち上げに尽力したほか、ダボス会議（世界経済フォーラム）未来部会などにおいて、主にグローバルヘルスと教育の分野で、「日本の国際協力の顔」として活躍した。特に国連や世界銀行の関連イベントでは、歯に衣着せぬ発言とともに日本の失敗の経験や教訓をベースに開発途上国に対する積極的な政策提言を行った。
- 人事院公務員研修所における国家公務員初任者研修において、数次に亘り国際協力をテーマに講義・ワークショップを開催し、新任公務員が途上国を含む世界に対する視野を拡げることに貢献した。
- 沖縄科学技術大学院大学においては最高執行責任者として、長年培った政官界とのネットワークを駆使して極めて短期間の間に同大学と日本政府との関係強化に尽力した。
- JICA退職後は、ベンチャー企業から一部上場企業、さらには大手国際コンサルタントに至るまで、民間セクターの本業における社会貢献や新たなグローバル展開の在り方について各種諮問に応じ、また、人間の安全保障や民主化推進の観点からの新しい国際協力の在り方などについて、全国各地の大学、企業等で教育・啓発活動を行っている。
- SDGsの次の国際アジェンダに関し、SDGsの前身であるIDGs（DAC（OECD開発援助委員会）による新開発戦略）やMDGsの時代から深く関わった経験を活かしつつ日本と世界の若者たちを巻き込んで日本と世界における国際世論を喚起するためのネットワークとして、共同発起人として、各界の著名人や高校生、大学生、障害者などを巻き込みつつあり、2023年3月29日に子供たちが夢を持ち未来を築くための支援を目指す新たな取り組みをする団体「Forum2050[4]」を設立した。また、ポストSDGsのアジェンダ形成に向けて、日本と世界の若者たちが主体的に考え、未来を創造していくための仕組み構築に向けて幅広いステークホルダーとの協働を進めている。
- 2023年4月21日、著書「脱開発と超SDGs（創成社新書）[5]」を上梓。同書は「本書の目的は、私たちが「未来」と向き合うことだ。」から始まる。実務で携わってきた開発やSDGsの現状を解説しながら未来と向き合うための提案が書かれている。
- 2023年7月20日、運営する団体「Forum2050」が東京都より特定非営利活動法人の認証を得て「特定非営利活動法人Forum2050」となった[6]。